# Ligga med P3
Ligga med P3 var ett radioprogram som producerades från 2010 till 2020. Det sändes på Sveriges Radio P3 och som podd under rubriken "en podd om sex", alternativt "din knullkompis i etern" (2015). Det var ett frispråkigt diskussionsprogram omkring sex och relationer, ur olika perspektiv, och lanserades som Sveriges Radios stora sexsatsning. Fram till nedläggningen av programmet (som anno 2021 fortfarande går att lyssna på via Internet) producerades minst 500 avsnitt.

## Inriktning
Programmet var frispråkigt och hade en i grunden sexpositiv inriktning. Det vände sig (i likhet med de flesta P3-program) till en publik av ungdomar och unga vuxna, med diskussioner omkring ämnen som lust, fantasier, onani. Programmet hade en lekfullhet i stilen, men kunde även från och till bli mer allvarligt.
Många program utformades som panelsamtal omkring olika frågor kring sex och relationer. Andra gånger besvarade man insändarfrågor, och då hade man ofta hjälp av en sexolog.
Ligga med P3 väjde inte för svåra frågor och tog upp övergrepp, sexuella erfarenheter och möjligheter ur en mängd vinklar. Inriktningen var icke-moraliserande, och panelmedlemmarna talade i regel ur egen erfarenhet och inte som experter. Genom diskussionernas frispråkighet var avsnitten ibland markerade med varningar att de ej var lämpade för barn.
Produktionen följde den modell som är vanlig på P3, med korta inlägg, ofta täta meningsbyten och en vardaglig samtalston. Det var inte alltid plats för längre analyser eller djupare diskussioner på en filosofisk nivå, av den typ som är vanligare i systerkanalen P1 (med programmakare som Mia Blomgren och programformat som Tendens eller Filosofiska rummet).

## Historia
Programmet lanserades i januari 2011 som Sveriges Radios stora sexsatsning, efter att man då sedan oktober året före funnits som en ren webbplats och podd. Matilda Berggren och Nisse Edwall växlade om som programledare olika dagar, och Edwall hade tidigare lett program som Ramp och Bingo Royale, medan Berggren hade hörts i Hallå P3. I redaktionen fanns från början även sexualrådgivaren Robert Jacobsson och Julia Blomberg.
Producenter för programmet var bland annat Elvira Lagerström-Dyrssen och (anno 2015) Amal Aziz. Programledare var bland annat Nisse Edwall och Matilda Berggren, på senare år främst Maria Maunsbach.

### Mottagande och kritik
Målet med programmet var att avdramatisera ämnet sex och att genom öppna diskussioner visa hur folk faktiskt tänker och agerar omkring sex. Man ville också få lyssnarna att börja fundera omkring sex ur olika perspektiv. Förhoppningar fanns om att programmet skulle skapa en ny modell i det offentliga samtalet kring sex, för andra mediehus – som enligt programledningen ofta exotiserade alternativt utgick från sexuella aktiviteter som problem – att ta efter. Programmet bidrog till att skapa nya normer omkring hur man kan tala om sexualitet och relationer inom massmedier, och det uppmärksammades även utanför Sveriges gränser.
Det nya anslaget i programmets radiojournalistik uppskattades dock inte av alla, och kritiker både inom och utanför Sveriges Radio undrade om det här tillhörde public service eller om det inte fanns gränser för hur detaljerat man kunde prata om sex i radio. Redaktionens val att konsekvent använda ord som kuk (istället för penis) och fitta (istället för slida) fick kritik från småbarnsföräldrar. Programmet hade återkommande ett HBTQ-perspektiv, vilket ledde till att vissa klagade på "homopropaganda". Grova och explicita beskrivningar av olika sorters sexuella aktiviteter ledde till att programmet vid nio tillfällen anmäldes till Granskningsnämnden för radio och TV; nämnden friade programmet i alla fallen. 2010-talets konservativa strömningar ansågs vara en del av motståndet mot hur Ligga med P3 presenterade sitt ämne.

### Utveckling och systerprogram
Ordinarie sändningstid var på senare år 23:07–00:00 på tisdagskvällar, men veckans program var tillgängligt som podd från och med tisdag morgon 07:00. Vid lanseringen 2010 sände man måndag till torsdag men då med kortare längd på programmet. Senare testade man ett format med halvtimmessändningar sent på tisdags- och torsdagskvällar.
Dessutom producerades ytterligare material, som bara fanns tillgängligt på webben. Det inkluderar artiklar, erotiska noveller, ljudklipp, videor och krönikor. Programinnehållet byggde i stor utsträckning på gensvaret från lyssnarna, vilka flitigt bidrog med frågor och texter. Dessutom var redaktionen flitigt närvarande på sociala medier.
Programmet hade officiellt 16–25-åringar som primär målgrupp, men respons på programmet kom även från yngre och äldre. Inledningsvis kompletterades programmet på fredagskvällar av det nystartade Hångla med P3, där Nisse Edwall också var programledare. Det programmet vände sig tydligare mot tonåringar och tog upp ämnen som sex, hångel, kyssar och smaken på sperma. Både Hångla med P3 och Ligga med P3 producerades av det externa produktionsbolaget Munck, 2015 fanns redaktionen för programmet dock hos Sveriges Radio i Malmö.

### Senare år, nedläggning
2015 togs programledarskapet för Ligga med P3 över av Maria Maunsbach, som medlem av programmets panel sedan starten 2010. 2020 lades programmet ner, som del av en större omstruktering av P3. Efter programmets nedläggning har ämnet sex och relationer bland annat presenterats i P3-programmet Verkligheten i P3, som avslutade reportage.

## Utmärkelser
Ligga med P3 nominerades 2012 till Stora Radiopriset i kategorin årets folkbildare, och samma år nominerades man till Prix Europa i kategorin Radio Innovation. 2013 belönades programmet med RFSU-priset, utdelat av RFSU.

## Programledare (urval)
- Nisse Edwall och Matilda Berggren (2010–[5])
- Hanna Schedin (2013–[12])
- Maria Maunsbach (2015–[4])
- Isabelle Hambe[9]